# Coupe d'Islande de football 1980
La coupe d'Islande 1980 de football est la 21e édition de la Coupe nationale de football.
Elle s'est disputée du 28 mai 1980 au 31 août 1980, avec la finale jouée au Laugardalsvöllur à Reykjavik.
La Coupe revêt une haute importance puisque le vainqueur est qualifié pour la Coupe des Coupes (Si un club gagne à la fois le championnat et la Coupe, c'est le finaliste de la Coupe qui prend sa place en Coupe des Coupes).
Les 10 clubs de 1. Deild ne rentrent qu'en huitièmes de finale, alors que les clubs des divisions inférieures entrent au fur et à mesure des 3 tours préliminaires. Les équipes se rencontrent sur un  match simple. En cas de match nul, le match est rejoué sur le terrain de l'autre équipe.
C'est le Fram Reykjavik qui conserve son titre et remporte la 4e Coupe d'Islande de son histoire en battant en finale l'ÍBV Vestmannaeyjar. 

## Premier tour
| Équipe 1                  | Résultat | Équipe 2                |
| ------------------------- | -------- | ----------------------- |
| UMF Skallagrimur (D3)     | 2 - 7    | ÍB Isafjörður (D2)      |
| Leiftur Reykjavik forfait | -        | HSþB                    |
| Huginn Seyðisfjörður      | 2 - 1    | Sindri                  |
| þrottur Norðfjörður (D2)  | 3 - 0    | Súlan                   |
| Hrafnkell Fr.             | 1 - 6    | Leiknir Fáskrúðsfjörður |
| Austri Eskifjörður (D2)   | 0 - 1    | Einherji                |
| Völsungur Húsavík         | 6 - 5    | Magni Grenivík (D3)     |
| Arroðinn A.               | 1 - 2    | Dagsbrún                |
| UMF Njarðvík              | 0 - 1    | Reynir Sandgerði (D3)   |
| Oðinn                     | 1 - 0    | UMF Grindavík           |
| Víðir Garður              | 2 - 0    | Leiknir Reykjavik       |
| Bolungarvík               | 2 - 7    | Armann Reykjavik (D2)   |

## Deuxième tour
| Équipe 1                  | Résultat | Équipe 2                 |
| ------------------------- | -------- | ------------------------ |
| Leiknir F                 | 0 - 2    | Huginn Seyðisfjörður     |
| Tindastóll Sauðárkrókur   | 7 - 3    | Dagsbrún                 |
| KS Siglufjörður           | 2 - 1    | Héraðssamband Þingeyinga |
| þrottur Norðjörður (D2)   | 1 - 0    | Einherji                 |
| Völsungur Húsavík (D2)    | 8 - 9    | þor Akureyri (D2)        |
| Efling                    | 0 - 9    | KA Akureyri (D2)         |
| Armann Reykjavik (D2)     | 1 - 2    | Afturelding Mosfellsbær  |
| Fylkir Reykjavik (D2)     | 2 - 1    | Reynir Sandgerði (D3)    |
| Oðinn                     | 1 - 3    | ÍB Ísafjörður (D2)       |
| Víðir Garður              | 2 - 1    | Stjarnan Gardabaer       |
| Hamar Hveragerði          | 2 - 3    | Grótta Seltjarnarnes     |
| Haukar Hafnarfjörður (D2) | 1 - 3    | Vikingur Ólafsvík        |

## Troisième tour
| Équipe 1              | Résultat | Équipe 2                 |
| --------------------- | -------- | ------------------------ |
| KS Siglufjörður       | 3 - 1    | Tindastóll Sauðárkrókur  |
| ÍB Ísafjörður (D2)    | 0 - 2    | Grótta Seltjarnarnes     |
| Fylkir Reykjavik (D2) | 1 - 0    | Afturelding Mosfellsbær  |
| Huginn Seyðisfjörður  | 0 - 3    | þrottur Norðfjörður (D2) |
| þor Akureyri (D2)     | 2 - 3    | KA Akureyri (D2)         |
| Víðir Garður          | 1 - 2    | Vikingur Ólafsvík        |

## Huitièmes de finale
- Entrée en lice des 10 équipes de 1. Deild

| Équipe 1                | Résultat | Équipe 2                  |
| ----------------------- | -------- | ------------------------- |
| Grótta Seltjarnarnes    | 0 - 4    | ÍBK Keflavík (D1)         |
| Vikingur Ólafsvík       | 0 - 2    | þrottur Norðfjörður (D2)  |
| Fram Reykjavik (D1)     | 3 - 2    | Valur Reykjavik (D1)      |
| ÍA Akranes (D1)         | 1 - 3    | FH Hafnarfjörður (D1)     |
| ÍBV Vestmannaeyjar (D1) | 2 - 1    | KR Reykjavik (D1)         |
| Fylkir Reykjavik (D2)   | 0 - 2    | KS Siglufjörður           |
| KA Akureyri (D2)        | 0 - 3    | Vikingur Reykjavik (D1)   |
| þrottur Reykjavik (D1)  | 1 - 2    | Breiðablik Kopavogur (D1) |

## Quarts de finale
| Équipe 1                | Résultat | Équipe 2                  |
| ----------------------- | -------- | ------------------------- |
| Vikingur Reykjavik (D1) | 1 - 2    | Fram Reykjavik (D1)       |
| FH Hafnarfjörður (D1)   | 1 - 0    | þrottur Norðfjörður (D2)  |
| ÍBK Keflavík (D1)       | 2 - 3    | ÍBV Vestmannaeyjar (D1)   |
| KS Siglufjörður         | 0 - 2    | Breiðablik Kopavogur (D1) |

## Demi-finales
| Équipe 1                  | Résultat | Équipe 2                |
| ------------------------- | -------- | ----------------------- |
| Breiðablik Kopavogur (D1) | 2 - 3    | ÍBV Vestmannaeyjar (D1) |
| FH Hafnarfjörður (D1)     | 0 - 1    | Fram Reykjavik (D1)     |

## Finale
| 31 août 1980 | Fram Reykjavik                           | 2 - 1 | ÍBV Vestmannaeyjar | Laugardalsvöllur, Reykjavik |  |
|              | Gudmundur Steinsson · Guðmundur Torfason |       | Omar Johannsson    |                             |  |
|              | (Rapport)                                |       |                    |                             |  |

- Le Fram Reykjavik remporte sa 4e Coupe d'Islande et se qualifie pour la Coupe des Coupes 1981-1982.